# Henrik von Plauen
Henrik von Plauen (nemško Heinrich) je bil od leta 1410 do 1413 27. veliki mojster Tevtonskega viteškega reda, * 1370, Vogtland, Turingija, † 1429, zdaj Pawłowo, Poljska.

## Življenje
Izhajal je iz znane viteške družine, zaslužne za Tevtonski red. V Prusijo je prišel okoli leta 1390 kot gost reda, pozneje pa postal njegov redni član.
Sprva ni imel pomembnejših funkcij in šele leta 1402 je bil imenovan za poveljnika Nieszawe. Leta 1407 je postal poveljnik mesta Świecie. Med poljsko-tevtonsko vojno 1409-1411 je bil med izpadom poljske posadke gradu v Bydgoszczu 27. avgusta 1409 ujet, vendar ga je tevtonska vojska kmalu zatem osvobodila.  V bitki pri Grunwaldu 15. julija 1410 ni neposredno sodeloval. Ob novici o porazu reda je s svojo četo in preživelimi nemudoma pohitel iz Grunwalda v Malbork, predvidevajoč, da je grad cilj poljsko-litovske vojske. Prispel je pravočasno. Tevtonski vitezi so predvsem zaradi njegove energične drže uspeli obdržati svojo prestolnico.
Za njegove zasluge pri obrambi gradu Malbork ga je kapitelj reda leta 1410 izvolil za velikega mojstra reda, četudi so njegovi protikandidati imeli pomembnejše funkcije od njega samega. Werner von Tettingen, na primer, je bil veliki hospitalec  in poveljnik Elbląga, ki je preživel pokol v Grunwaldu. Von Plauen je naslednje leto kot  veliki mojster dosegel diplomatski uspeh s podpisom Prvega torunjskega miru z zelo ugodnimi pogoji za Tevtonski red. S podpisom je pridobil skoraj vsa ozemlja, izgubljena po porazu pri Grunwaldu.  Hkrati je kljub oslabitvi vojaške in gospodarske moči reda začel aktivne priprave na povračilno vojno z južno sosedo.
Henrik von Plauen kljub njegovim nespornim zaslugam med vitezi ni bil spoštovan.  Bil je silovit in surov človek, zagovornik vladavine trde roke. Aktivno se je boril proti opoziciji pruskih mest in Zvezi kuščarjev. Leta 1411 je odkril zaroto radzynskega poveljnika Georga von Wirsberga in ukazal obglaviti Mikołaja Ryńskega zaradi njegovega sodelovanja s Poljaki, kar je samo še povečalo njegovo nepriljubljenost. Na koncu ga  je kot velikega mojstra leta 1413 strmoglavil veliki maršal in poveljnik Königsberga Mihael Küchmeister von Sternberg, zagovornik sporazumevanja s Poljsko, ki je postal novi veliki mojster reda. Od 1413 do 1414 je bil poveljnik Engelsburga (Pokrzywno). Leta 1414 je bil skupaj z bratom, prav tako Henrikom, nekdanjim gdanskim poveljnikom, zaprt v Uszakówu in nato v Gdansku. Plauen je bil osvobojen šele po Küchmeisterjevi smrti leta 1422. Postal je tožilec v Lochstädtu na Sambijskem polotoku in tam leta 1429 umrl.

## Stolnica v Kwidzynu
Maja 2007 so v stolnici v Kwidzynu odkrili kripto s posmrtnimi ostanki treh ljudi. Najdene so bile tudi značilne zaponke plaščev in fragmenti v srednjem veku zelo dragocenih svilenih oblačil. Opravljene so bile antropološke preskave in analize DNK posmrtnih ostankov ter dendrološke preiskave lesa krst. Raziskava, zaključena decembra 2008, je potrdila, da gre za ostanke treh velikih mojstrov tevtonskega reda: Wernerja von Orselna, Ludolfa Königa von Wattzaua in Henrika von Plauena.